# Kyrkslätts kyrka

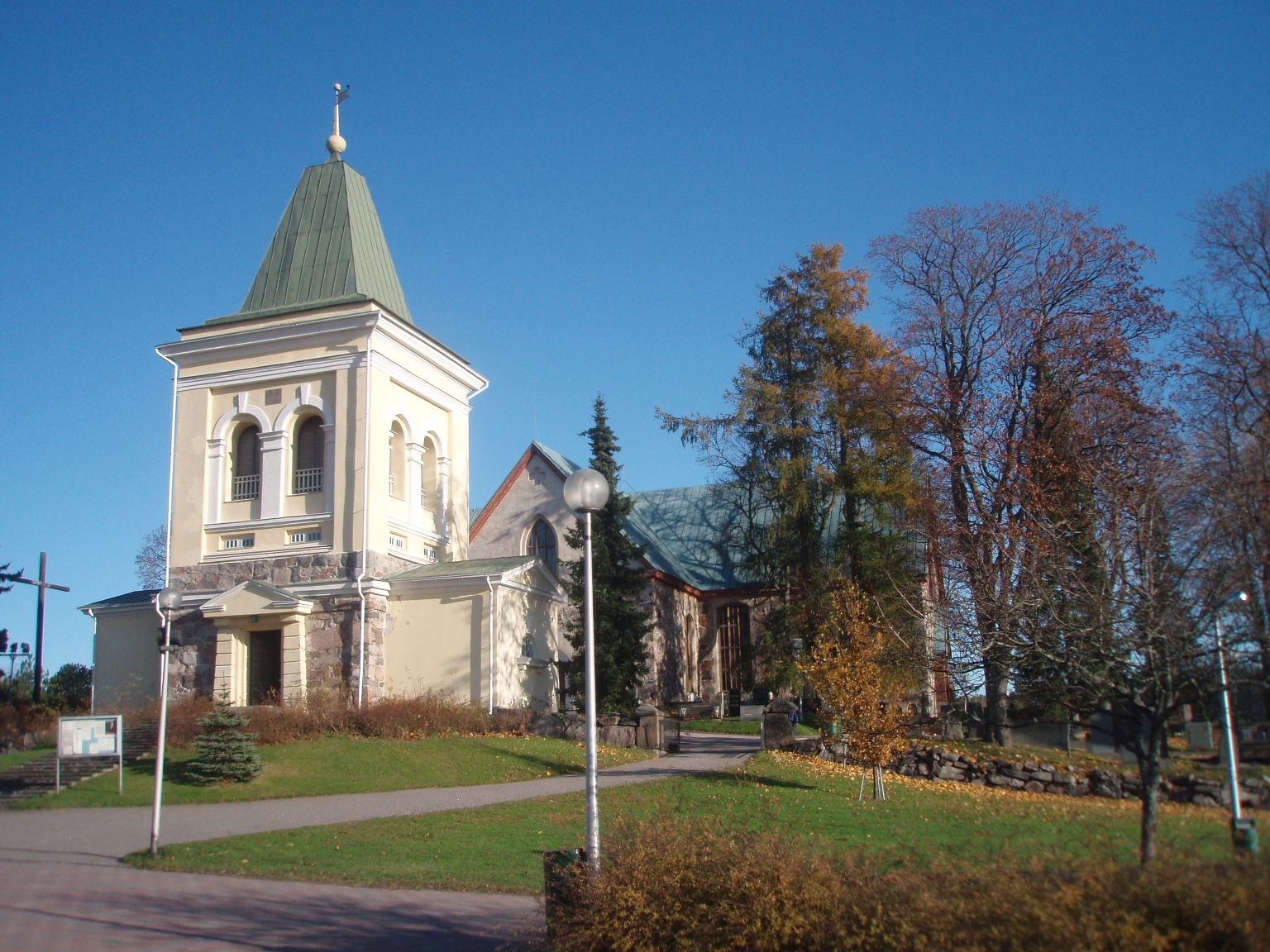
Kyrkan sedd från sydväst med den betydligt nyare klockstapeln (1824) framför

Kyrkslätts kyrka är en kyrkobyggnad i Nyland i Finland. Den är tillägnad ärkeängeln Mikael och hette ursprungligen St Mikaelskyrkan. Den ligger i Kyrkslätts centrum på en kulle, som då kyrkan byggdes låg i förbindelse med farleden innanför Porkala udd.

## Historia

### Medeltiden
Kyrkslätts kyrksocken är en av de västnyländska stamsocknarna som härstammar från 1200-talet. Kyrkslätt nämns första gången år 1330. Från Kyrkslätt avskildes Esbo kapell i mitten av 1400-talet.
Arkeologiska undersökningar tyder på att en träkyrka kan ha byggts cirka 1280. Stenkyrkans äldsta delar har daterats till slutet av 1400-talet. Kronologin i de arkeologiska fynden är svår att fastställa, då kyrkan uppenbarligen har byggts om och till i olika repriser. Kyrkan har ursprungligen dock varit betydligt mindre. Murrester under golvet visar att den först bestod ungefär av det utrymme som nu utgör koret i den östra korsarmen. Där kan man också skönja märken efter olika tidigare valv och väggar i gaveln. Hörnet vid sakristian torde vara den äldsta ännu bevarade delen av kyrkan. (Själva sakristian byggdes om helt 1847). Från början förefaller kyrkan ha varit ganska enkel; materialet var gråsten i murarna och allt det övriga i trä. Tegel tillkom först senare, och den förefaller att i inget skede haft den dekorerade tegelgaveln eller kryssvalven i tegel som är vanliga i samtida kyrkor i Finland.

### Nya tiden
Under Nordiska tjugofemårskriget förstördes kyrkan på 1570-talet till stora delar av ryska styrkor och inte långt därefter brann träkonstruktionerna efter ett blixtnedslag. 1637 reparerades den åter grundligt. På 1700-talet förstorades kyrkan i flera omgångar. Åt väster 1761 och norrut 1797-98. Den nuvarande klockstapeln byggdes 1824, ritad av någon lokal tjänsteman i tidstypisk stil. Kyrkklockan är från 1575 och bär inskriptionen "Ith is gut up den Herren vortruen unde nicht sick forlaten up Menschen". Under 1800-talets mitt växte befolkningen i socknen och ett relativt välstånd gav möjligheten att avsevärt förstora kyrkan. Då byggdes den om till korskyrka och utsidan fick i stort sett den utformning som den har i dag. Årtalet 1847 står på gaveln till sakristian, och kan förmodas vara omkring tiden för hela ombyggnaden. Samtidigt revs också vapenhuset som stått vid den södra väggen.

### Modern tid
Till socknens 600-årsjubileum 1930 utförde konstnären Lennart Segerstråle de fyra glasmålningarna till de östra fönstren. De heter Liknelsens fönster, Lidandets fönster, Uppståndelsens fönster och lovordets fönster. 

## Porkalaparentesen
1944 beordrades med kort varsel att största delen av Kyrkslätt skulle evakueras för att bereda plats för den ryska militärbas som enligt vapenstilleståndet efter fortsättningskriget skulle ligga på området, som formellt arrenderades. Lennart Segerstråle var med och bärgade värdeföremålen från kyrkan då de skulle föras till Aspsjö kyrka i nordligaste Kyrkslätt, som skulle förbli på finskt område. Konstnären gjorde då hastigt en skiss av ett krucifix på ett väldigt kartongstycke, skrev på ryska Jesus Kristus alla folks frälsare och hängde den ovanför altaret. Den ryska övervakningskommissionen krävde att bilden skulle tas ner och brännas, men en av de finska officererna tog vara på den och förvarade den gömd i sitt hem. Där återfanns den på 1970-talet och fogades 1980 till inventarierna i kyrkan som en bit av dess historia.

## Efterkrigstiden
Under arrendetiden hade kyrkan fått fungera som sällskapslokal och inhyste bland annat en biograf. Den var i mycket dåligt skick vid återlämnandet, så 1957 planerades en omfattande reparation. Arkitekten Olof Hansson fick uppdraget att planera inredningen, och gjorde ganska stora förändringar. Det anses ändå att det gjordes med vederbörlig pietet.[källa behövs] Altaret ställdes mitt i kyrkan vid valvet till koret och predikstolen, som snidades av Kain Tapper, placerades där det är brukligt, norrom altaret. Bakom altaret i den äldsta delen inreddes ett litet kapell, för dop och övriga smärre förrättningar. Altartextilerna utfördes av textilkonstnären Dora Jung. En ny orgel erhölls som gåva från Danmark. Den är mekanisk och 32-stämmig. En mindre restaurering gjordes 1995-97 då även klockstapeln fick en uppfräschning samt serviceutrymmen med toaletter. Den planeringen gjordes också av Olof Hansson, men slutfördes av Esa Karhumaa då Hansson avled under arbetets gång. 
Kyrkslätts församling delades i två 1963, en finskspråkig och en svenskspråkig. Innan dess hade den verkat bara på svenska. Bägge verkar i den medeltida gråstenskyrkan.

## Bilder

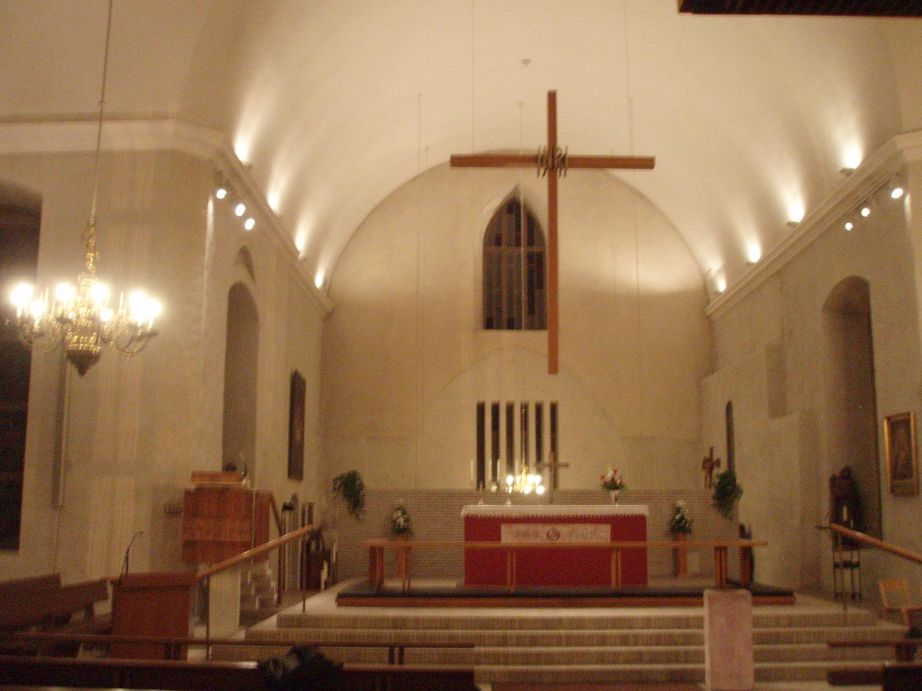
Interiör. I koret finns olika väggkonstruktioner. I fönsternischerna tyska helgonskulpturerna i trä från 1600-talet. Gåva från Tyskland 1959.
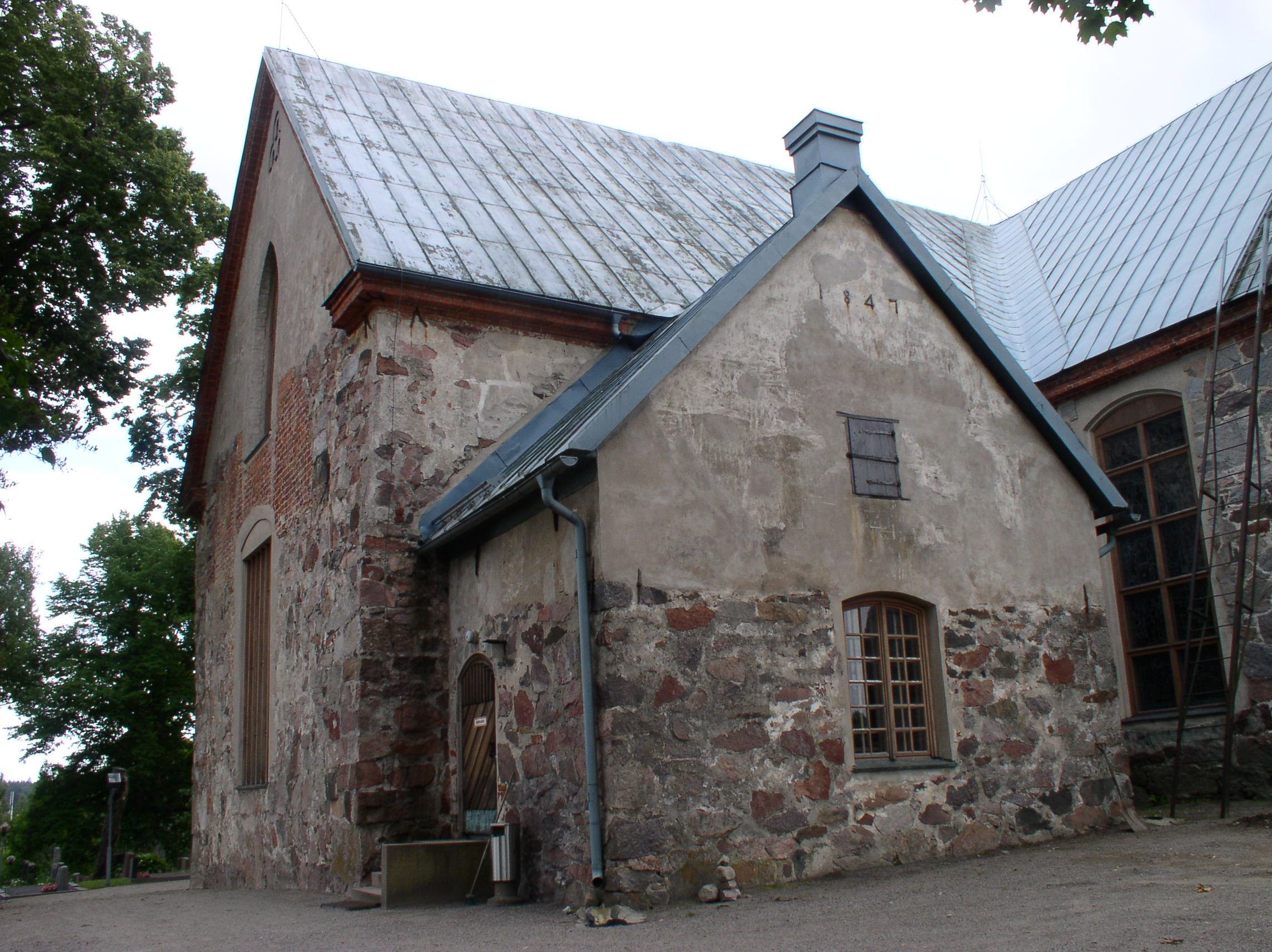
Det nordöstra hörnet, där man kan skönja flera kulturlager i den äldsta delen.
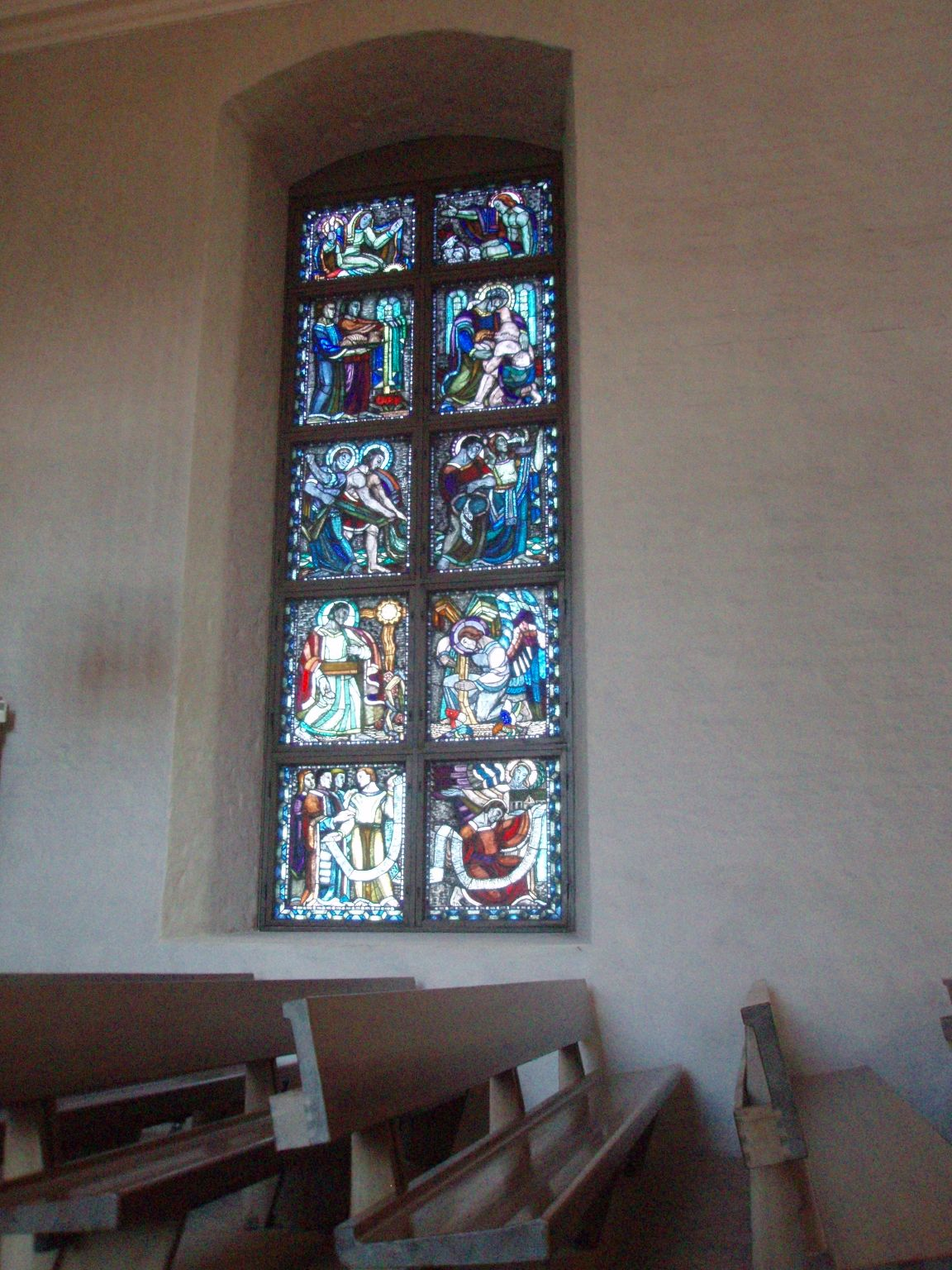
Lidandets fönster, en av fyra glasmålningar (1930) längs korsarmarnas östra väggar.
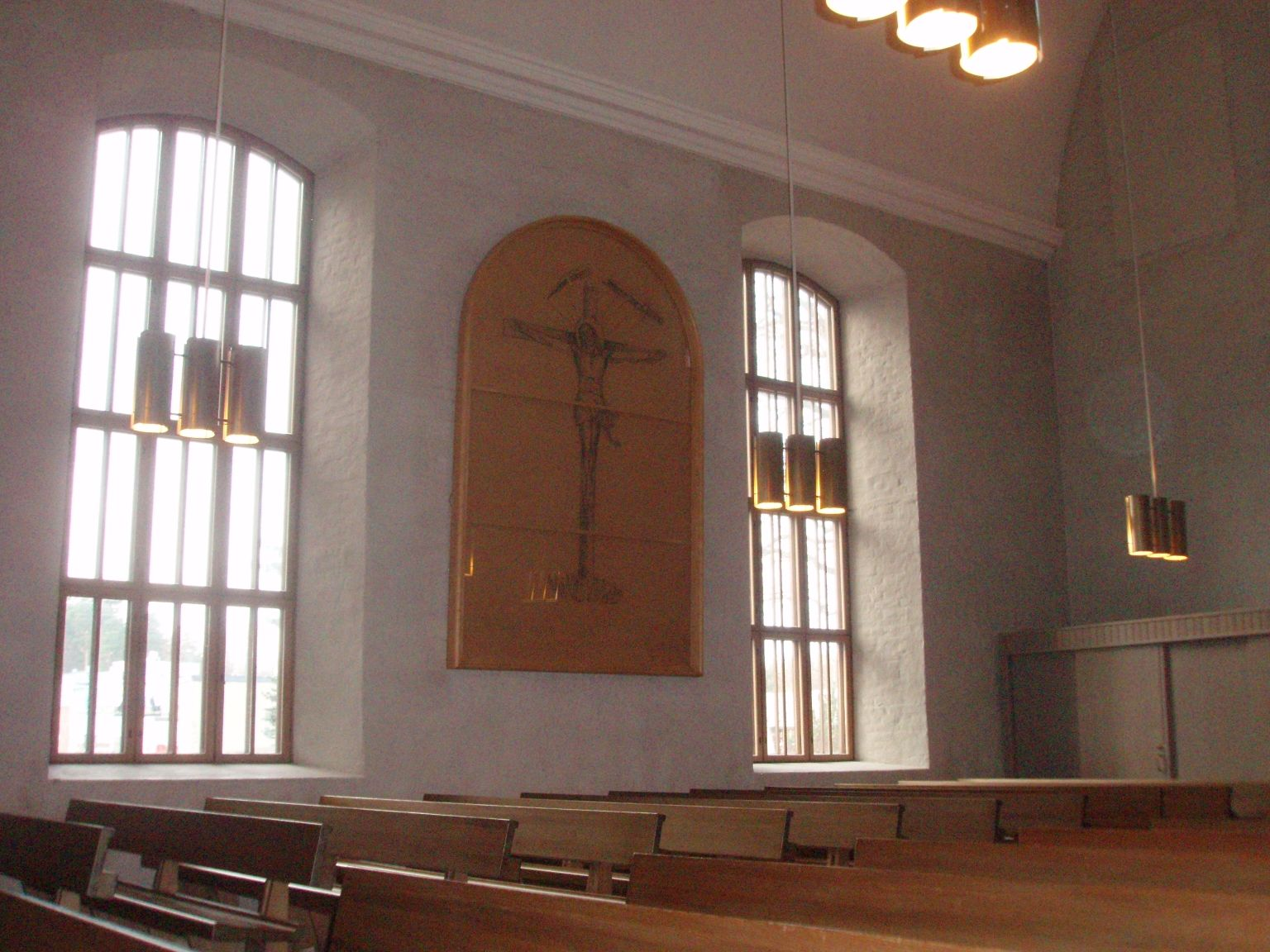
Västväggen i norra korsarmen med Lennart Segerstråles kolskiss av ett krucifix.
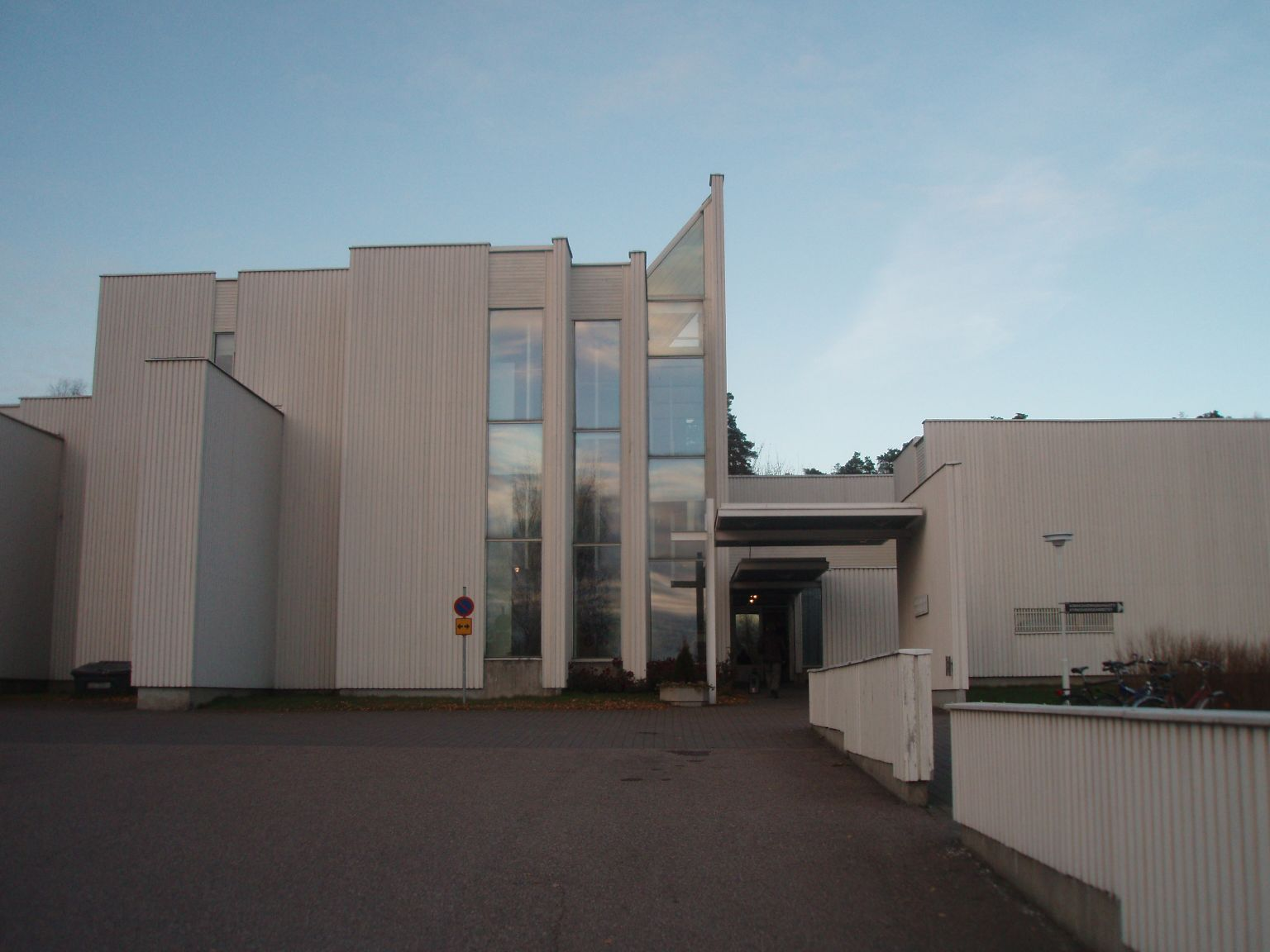
Församlingshemmet på andra sidan vägen ritat av Juha Leiviskä 1984. På kullen bakom finns prästgården från 1838.